# HD 41004 Ab
HD 41004 Ab是一顆距離地球約139光年的系外行星，位於绘架座。該行星的質量是2.56 MJ，距離母恆星 HD 41004 A 的距離是1.7天文單位。該行星因為母恆星的伴星 HD 41004 B 的重力擾動，因此軌道離心率很高，和母恆星距離在0.44到2.96天文單位之間變化。

## 外部連結
- . The Extrasolar Planets Encyclopaedia.   [2008-07-21]. （原始内容存档于2007-11-13）.
- . Extrasolar Visions.   [2008-07-21]. （原始内容存档于2010-10-05）.